# 阿納庫
阿納庫（？年—？年），正藍旗滿洲人， 繙譯鄉試中式舉人，咸豐六年丙辰科繙譯會試中式進士，官刑部主事陞提牢，同治十年時為刑部員外郎。